# Wenckheim Béla
Báró Wenckheim Béla (teljes nevén Wenckheim Béla Ferenc Xavér; Pest, Osztrák Császárság, 1811. február 16. – Budapest, Ausztria–Magyarország, 1879. július 7.), a Wenckheim családból való magyar arisztokrata földbirtokos, politikus, Békés vármegye főispánja, előbb magyar belügyminiszter az Andrássy-kormányban, majd a Magyar Királyság miniszterelnöke 1875 márciusa és októbere között. 1871-től haláláig a király személye körüli miniszter volt.

## Életpályája

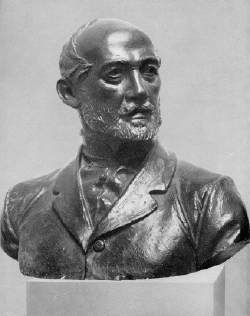
Fadrusz János: Wenckheim Béla mellszobra (tanulmány) 1901

Báró Wenckheim József (1778–1830) és második felesége, báró Orczy Terézia (1790–1875) gyermeke. Fiatalon vármegyei szolgálatban képezte magát a közpályára. Békés vármegye jegyzőkönyveiben sűrűn megtalálhatóak az ő jegyzései. Már 21 éves korában táblabíróvá választották és még harmincéves sem volt, mikor első alispánja lett Békés vármegyének. Két év múlva, 1839-ben követül küldték az országgyűlésre, ahol a reformpártban jó nevű szónoknak ismerték.
1848-ban az új magyar kormány Békés vármegye főispánjává nevezte ki és ugyanezen időben István főherceg nádornak is udvarmestere lett. A szabadságharcban részt vett és emiatt menekülnie kellett és amikor amnesztia útján hazakerült, 1860-ban kezdett újra szerepelni. 1865-ben megint békési főispán lett, majd a kiegyezés után, 1867. február 20-tól 1869. október 21-ig  gróf Andrássy Gyula kormányában belügyminiszter. Vesebaja miatt két év múltán visszavonult, és csak 1871. május 19-től vállalta el a király személye körüli miniszterséget, amelyet a Lónyay-, Szlávy- és Bittó-kormányokban is megtartott, egészen 1879. június 7-ig. 1875. március 2. és október 20. között, a fúzió ideje alatt miniszterelnöki tisztséget is betöltött. Kormányában Tisza Kálmán volt a belügyminiszter. 
1878. október 11. és 1878. december 5. között belügyminiszter volt.

## Emlékezete
A család síremléke, kriptája a szülőföldjükön, Körösladányban, vadászkastélya Bélmegyeren található.